# アド・サンテル
アド・サンテル（リングネーム:Ad Santel 本名:アドルフ・エルンスト（Adolph Ernst）、1887年4月7日 - 1966年11月10日）は、20世紀初頭に活躍したドイツ系アメリカ人プロレスラー。キャッチ・レスリング最強の実践者の一人と考えられているが、彼はまた講道館柔道への対戦により、近代最初の総合格闘家の一人であると考えられている。現役時代は世界ライトヘビー級チャンピオンであり、長年にわたってタイトルを保持していた。

## キャリア

### 柔道との対戦
20世紀初期より、日本の柔術家と西洋の格闘家による異種格闘技試合の興行が人気を集め、サンテルも駆け出しのレスラー時代に敗戦を経験し、ニューヨークのジョージ・ボスナーのジムで柔術を学んだ。アラスカなどで武者修行を積んだのち、1915年に神道六合流柔術の野口清と戦い、勝利した。翌年、日本人の柔道家で黒帯五段の実力を持つ伊藤徳五郎と対戦するが、これは現代武道歴史上最初期の異種試合の1つとして知られる。柔術に対する知識があったサンテルは、柔道のルールの下で闘い、テイクダウンを奪った上で伊藤を破り、柔道の世界王者を宣言した。なお、伊藤徳五郎は数ヶ月後の1916年6月10日、絞め殺しでサンテルを破りリベンジし、サンテルを破った最初で最後の柔道家となった 。
1917年10月、サンテルはシアトルにやって来て、前年に引き分けていた不遷流柔術家で在米レスラーの三宅タローに挑戦した。サンテルは強力なハーフネルソンスラムを三宅に決めて勝利し、三宅はそのダメージで試合後30分間めまいが続いたという。柔道の創始者嘉納治五郎はこれを新たな屈辱と見なし、敗北の復讐のために五段の黒帯坂井大輔を送りこんだが、サンテルはアームロックを2度極めて再び坂井を破った。海外において柔術家・柔道家を下しその知識・技術も身に付けたサンテルは「ワールド・ジュードー・チャンピオン」の肩書きを自称する。サンテルは柔道・柔術の裏投げをもとに開発したバック・ドロップを得意技とした。
この試合以降、講道館は挑戦者を派遣してこず、サンテルは講道館に挑戦するために日本に行くこと決め、同じくレスラーである弟子のヘンリー・ウェーバーと柔道の有段者でプロレスラーに転向した日本人レスラーのマティ・マツダとチームを結成した 。アメリカでアドのチームと講道館との一連の試合を主催するさいに手伝ってくれた講道館のメンバーである岡部平太の尽力で日本渡航が可能となる。
1921年に来日したアドに対し、当初は対戦相手に徳三宝や石田信三などの名前が挙がるなど対戦を黙認黙許する姿勢であった嘉納だが、他流試合が興行的にただ利用されるばかりなことを自身の経験上危惧していた岡部平太による敢然とした強い反対と幹部達による説得を最終的に受けて対戦を拒否する形となる。対戦した門下生は破門すると厳しい対応をとったが、系列の弘誠館が破門覚悟で受けてたち、6人の柔道家が挑戦の名乗りを上げ、庄司彦男、永田礼次郎、増田宗太郎、清水一の4名の柔道家との対戦が決定。両者合意の上、柔道着の着用とあらゆる投げ技や関節技を含む寝技を認める中立的なルールの下で試合が行われることとなった。試合は東京九段の靖国神社相撲場で1921年3月5日と6日の両日に行われ、1万人の観衆の前で、初日にサンテルはTKOで永田を破り、翌日の庄司との対戦では60分間時間切れ引き分けとなったものの、マット上でダメージを受け倒れている庄司を会場からサンテル自身が担いで退場する等、その強さを観客に見せつけた。その後、サンテルはウェーバーを破った清水一と対戦し勝利し、弟子の雪辱を果たしている。なお対戦を受けた庄司ら関係者7名はその後の処分として段位剥奪の処置を受けたが、約2年後に処分の取り消しを受けて講道館に復帰している。

### 後期のキャリア
フランク・ゴッチとジョージ・ハッケンシュミットの有名な1911年の試合から数年後、サンテルはルー・テーズに、トレーニングでハッケンシュミットを負傷させこれを事故のように見せるよう、ゴッチの支持者から5,000ドル支払われたと語ったという。ハッケンシュミット自身によると、ハッケンシュミットの膝に押し付けようとしたときにスパーリングのパートナーであるDr. ローラーが誤って彼の右足がハッケンシュミットの右膝を打った。彼のスパーリングパートナーはジェイコブス・コッホやワラデック・ズビスコとローラーであった。サンテルはハッケンシュミットまたはローラーによるハッケンシュミットとのトレーニングについては言及されておらず、どちらも推察の域であるが、しかしサンテルはハッケンシュミットのヘッドトレーナー兼スパーリングパートナーを本名であるアドルフ・エルンストを使用して約1年前から2度目のゴッチとの対戦でローラーと交代するまで続けていた。エルンストの名はハッケンシュミット特集のほぼすべての新聞記事に、ゴッチの再戦の数か月前から掲載されていた。ハッケンシュミットは、ゴッチとバーンズがサンテルへの支払いを拒否することを期待して、ローラーの話を出したのではないかと信じられている。
サンテルのプロレスのキャリア全盛は20年代を含めて30年代で、1910年代に対戦したトップレスラーは世界全体でみるとジョー・ステッカー、ガス・ソネンバーグ、ジョン・ペセックとディック・デビスコートらである。1922年にサンテルはサンフランシスコの
でインド、カルカッタ（現在のコルカタ）のゴバー・ゴーホーに破れ世界ライトヘビー級王座を失った。
サンテルは、ジョージ・トラゴス、レイ・スティール、エド・ルイスとともに、キャッチ・レスリングの技術でルー・テーズを鍛えた。テーズはサンテルに6か月間集中的に教わって以降は自身のキャリアを通じてカリフォルニア地域にいるときはいつでもサンテルの下でトレーニングを続けた。テーズは、ドイツ系である彼とのトレーニングを「信じられないほどの贈り物」であると考えていた。

## キャリアのハイライト
- 1915年11月30日、カリフォルニア州サンフランシスコで野口潜龍軒（野口清[30] 神道六合流帝國尚武會）に勝利
- 1916年2月5日、カリフォルニア州サンフランシスコで伊藤徳五郎に勝利（テイクダウンによるKO）
- 1916年6月10日、カリフォルニア州サンフランシスコの伊藤徳五郎に敗れた（チョークからのサブミッション）
- 1917年2月22日、カリフォルニア州サンフランシスコのジョー・ステッカーに敗れた
- 1917年10月20日、ワシントン州シアトルで三宅タローに勝利（ハーフネルソンスラムからのKO）[31]
- 1917年9月2日、ワシントン州シアトルで坂井大輔に勝利（上腕二頭筋スライサーからのサブミッション）
- 1921年3月5日、東京で永田礼次郎に勝利（ヘッドロックからのTKO）
- 1921年3月6日に東京で庄司彦男に引き分け[32]
- 1921年3月に名古屋で清水肇に勝利
- 1921年8月30日、カリフォルニア州サンフランシスコでゴバー・ゴーホー（en:Gobar Goho）に敗れた
- 1925年7月4日、バージニア州ビッグアイランドでラバーメン樋上蔦雄に引き分け[33]
- 1926年1月27日、カリフォルニア州ロサンゼルスで太田節三に引き分け[34]
- 1933年4月28日、カリフォルニア州オークランドでエド「ストラングラー」ルイスに敗れた
- 1933年5月17日、カリフォルニア州ロサンゼルスで沖識名 に引き分け
- 1933年9月11日、カリフォルニア州ロサンゼルスで北畑兼高（キナタ、北畠義高）に勝利[35]

## タイトル実績
- 世界ライトヘビー級王座